# Healaugh (Richmondshire)
Healaugh is een plaats in het bestuurlijke gebied Richmondshire, in het Engelse graafschap North Yorkshire. Het maakt deel van de civil parish Reeth, Fremington and Healaugh.